# Джида, Енё
Е́нё Джи́да (венг. Dsida Jenő, имя при рождении — Binder Jenő Emilként; 1907—1938) — венгерский (трансильванский) поэт, журналист и переводчик.

## Биография
Родился 17 мая 1907 года в городе Сату-Маре Австро-Венгерской империи в семье офицера-инженера Австро-венгерской армии Аладара Джида (Aladár Dsida) и его жены — Маргит Ченгери (Margit Csengeri) из города Берегово, ныне Закарпатской области Украины.
Детские годы Енё были омрачены Первой мировой войной, а затем — событиями в Венгрии 1918–1920 годов. Во время войны его отец попал в русский плен, а его дядя был убит в Галиции.
В юности Енё хотел стать поэтом. На него обратил внимание и оказал помощь венгерский журналист и писатель Элек Бенедек. С 1923 по 1927 год первые стихи и литературные переводы Енё Джиды были опубликованы в журнале «Cimbora». C 1925 году по воле родителей он изучал право в Университете Франца Иосифа, но так и не окончил его.
Джида работал штатным сотрудником журнала Erdélyi Helikon и корреспондентом газеты Erdélyi Lapok. В 1930 году он принял участие в основании газеты Erdélyi Fiatalok колледжа города Клуж-Напока. С 1934 года редактировал газету Keleti Újság, где вел постоянную колонку «Наш родной язык».
Енё Джида был членом писательского сообщества Helikoni közösség, членом венгерского отделения ПЕН-клуба, Трансильванской гильдии Erdélyi Szépmíves Céh.
В 1937 году женился на Мелинде Имбери (Melinda Imbery) (1912—1987) — любви всей своей жизни.

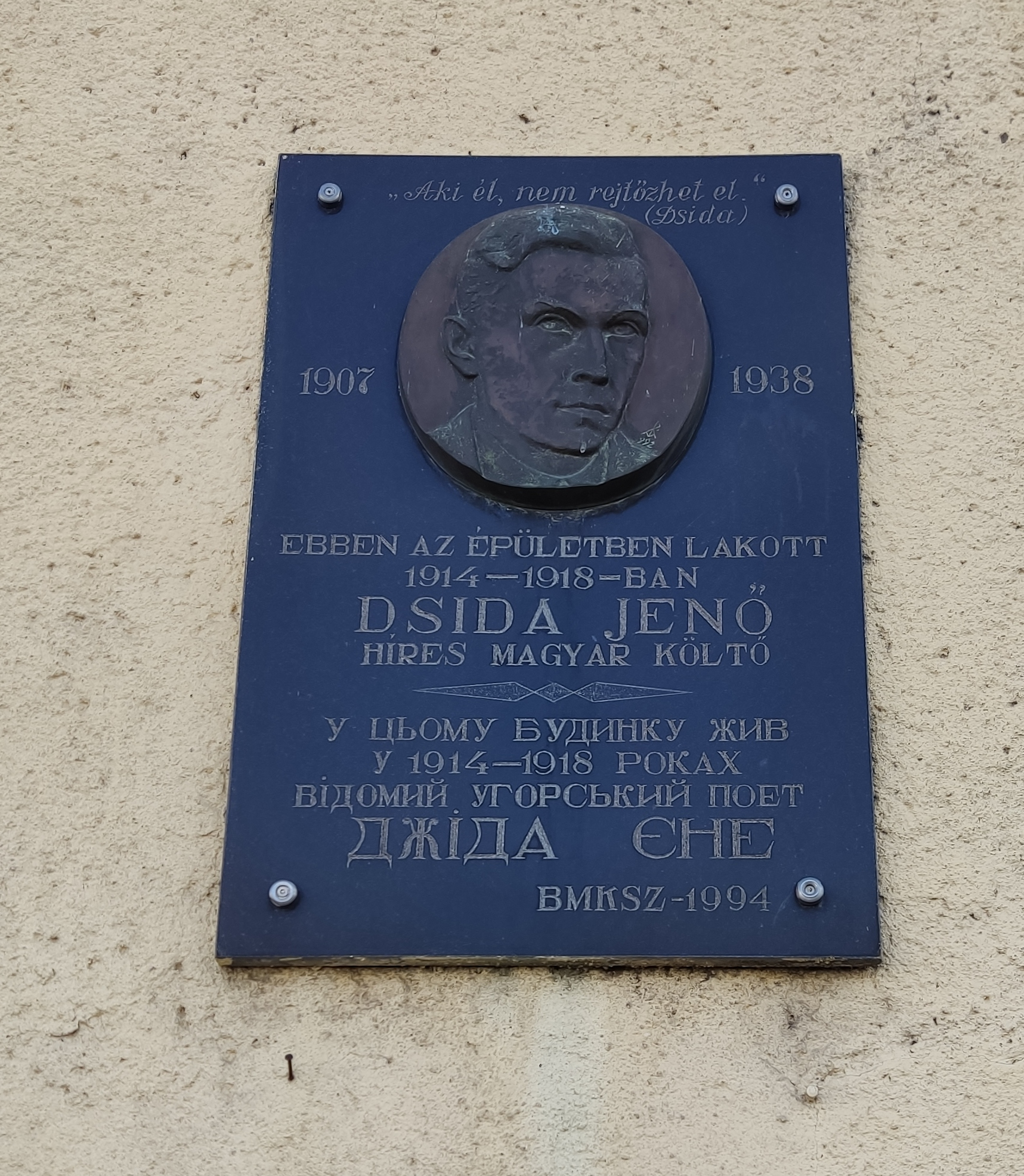
Памятная доска в Берегово

Енё Джида страдал сердечной недостаточностью, а в 1938 году простудился. Несколько месяцев он находился в больнице румынского города Клуж-Напока, где и умер 7 июня 1938 года. Был похоронен на городском кладбище Cimitirul Hajongard; церемонию прощания провел католический приходской священник Арон Мартон.
В городе Берегово, где Енё жил некоторое время, ему установлена памятная доска.